# Adesmia polyphylla
Adesmia polyphylla är en ärtväxtart som beskrevs av Rodolfo Amando Philippi. Adesmia polyphylla ingår i släktet Adesmia och familjen ärtväxter. Inga underarter finns listade i Catalogue of Life.